# Salindrenque
Die Salindrenque ist ein Fluss in Frankreich, der im Département Gard in der Region Okzitanien verläuft. Sein Quellbach Liron entspringt im Gemeindegebiet von Soudorgues, am Südostabfall des waldreichen Berglandes der Cevennen. Er entwässert generell in östlicher Richtung und mündet nach rund 23 Kilometern im Gemeindegebiet von Thoiras als rechter Nebenfluss in den Gardon de Saint-Jean. Der Fluss stürzt in seinem Oberlauf mit erheblichem Gefälle auf kurzer Distanz ins Tal.

## Orte am Fluss
- Soudorgues
- Lasalle
- Thoiras